# Игорь Ярославич
Игорь Ярославич (крестильное имя достоверно неизвестно) (? — 1060) — сын князя Ярослава Мудрого и Ингигерды.

## Год рождения и старшинство
По поводу даты его рождения у историков нет единого мнения. Распространено утверждение В. Н. Татищева, что князь Игорь Ярославич являлся шестым сыном Ярослава Мудрого и родился в 1036 году. Некоторые историки предположительно относят дату рождения Игоря на время ок. 1034—1035 гг. и отводят ему пятое место в череде сыновей Ярослава, в частности, опираясь на свидетельство «Повести временных лет» о том, что по смерти Вячеслава в Смоленске Игорь был выведен из Владимира.

## Биография
В 1054 году получил по завещанию отца Волынское княжество, а в 1057 года, по смерти Вячеслава Ярославича в Смоленске был переведён тремя старшими Ярославичами туда, а Волынь получил самый старший из внуков Ярослава Мудрого, изгой Ростислав Владимирович, который, однако, через несколько лет бежал в Тмутаракань, и Волынь перешла во владения Изяслава киевского.
Как и его брат Вячеслав, Игорь скончался в раннем возрасте — в 1060 году, согласно Повести временных лет. На момент смерти ему было около 24 лет. Он, так же как и Вячеслав, оставил малолетних сыновей Давыда и Всеволода, которые стали князьями-изгоями и по решению старших Ярославичей не наследовали своему отцу.
Есть известие Яна Длугоша, достоверность которого, однако, сомнительна, будто Игорь Ярославич поддался польскому королю Болеславу II Смелому, когда он пришёл на Русь вместе с великим князем Изяславом Ярославичем.

## Брак и дети
Со времен Карамзина считалось, что женой Игоря была Кунигунда, графиня Орламюнде, дочь Оттона I Веймарского, так и указано в некоторых генеалогических справочниках, однако современные исследователи полагают Кунигунду женой Ярополка Изяславича. Имя же и происхождение жены Игоря считается неизвестным.
Потомки:
- Давыд (ок.1055 — 25 июля 1113), князь Тмутараканский (1081—1083), Владимиро-Волынский (1086—1099). После бурных событий междоусобной борьбы с Васильком Ростиславичем и его братом, получил на съезде князей в Витичеве удел в Дорогобуже, где и умер.
  - Всеволод (—1141) (по версии волынского происхождения городенских князей)
    - Борис Всеволодович (— не позднее 1166);
    - Глеб Всеволодович (—1170);
    - Мстислав Всеволодович (— не ранее 1183).

  - Игорь Давыдович (упоминается под 1150 годом)
- Всеволод (реконструируется по «Хождение игумена Даниила»)
  - Мстислав Всеволодович (упоминается с 1103 по 1113 год)